# Templemania millistriata
Templemania millistriata es una especie de polilla de la familia Tortricidae. Se encuentra en Veracruz, México.